# Симон фон Ашаффенбург
Симон Ашаффенбургский, настоящее имя Симон Франк (нем. Simon von Aschaffenburg, Simon Franck; ок. 1500 — ок. 1546, Ашаффенбург, Бавария) — немецкий живописец и гравёр эпохи Северного Возрождения и Реформации. Известен также под прозванием «Псевдо-Грюневальд».

## Биография
Характер сохранившихся произведений художника позволяет предположить, что он обучался в мастерской Лукаса Кранаха Старшего. Приписываемые ему портреты свидетельствуют о «выраженном предпочтении к изяществу в изображении, особенно заметном в филигранной орнаментике, например, в изображённых одеждах». Одной из особенностей является использование холодной цветовой палитры.
Его назначение на должность придворного художника не является точным, поскольку не удалось найти подтверждающих документов. Однако тот факт, что он работал на кардинала, подтверждается заказами, которые он выполнял для архиепископа Альбрехта Бранденбургского в его резиденции в Галле, а также тем фактом, что он впоследствии последовал за ним в Ашаффенбург. С 17 августа 1540 года он и его жена владели там домом и имуществом.
С 1529 года мастер Франк работал на кардинала Альбрехта Бранденбургского и получил гражданство Галле. Среди работ, приписываемых этому мастеру, — алтарь Рыночной церкви (Marktkirche) в Галле. Его главным произведением считается Страстной цикл (Passionszyklus), который он создал для церкви, теперь собора, в Галле по рисункам Кранаха.
Симон также создавал рисунки для скульпторов, ювелиров и плотников, отвечал за обстановку замка Морицбург (1531—1532) и за перевозку коллекции произведений искусства, когда кардинал переезжал из Галле в Ашаффенбург в 1539 году. В Ашаффенбурге он отвечал за управление строительством бегинажа (дома монахинь-бегинок) в Тиргартене.
Так называемый Псевдо-Грюневальд был художником, расписавшим боковые створки алтаря «Святые Эразм и Маврикий». В то время он также работал в Ашаффенбурге. Поскольку портреты боковых створок алтаря стилистически не соответствуют средней части, а скорее относятся к школе Лукаса Кранаха, предполагается, что псевдо-Грюневальд был либо самим Лукасом Кранахом Младшим, либо одним из его учеников (портреты не имеют характерной для Кранаха подписи). Поскольку многие работы Псевдо-Грюневальда находились в Ашаффенбурге, заказчиком считается курфюрст-архиепископ Майнца Альбрехт фон Бранденбург. Псевдо-Грюневальд идентифицирован как художник Симон фон Ашаффенбург, работавший в мастерской Кранаха в то время.